# Rashid Khalidi
Pour les articles homonymes, voir Khalidi.
Rashid Khalidi, né en 1948 à New York, est un historien américain d'origine palestinienne, spécialiste de l'histoire du Moyen-Orient. Il est le détenteur de la chaire Edward Saïd et directeur du département du Moyen-Orient à l'université Columbia.

## Biographie
Il a été la cible de virulentes campagnes l'accusant d'antisémitisme.